# Geschlossene Plattform
| QS-Informatik | Dieser Artikel wurde wegen inhaltlicher Mängel auf der Qualitätssicherungsseite der Redaktion Informatik eingetragen. Dies geschieht, um die Qualität der Artikel aus dem Themengebiet Informatik auf ein akzeptables Niveau zu bringen. Hilf mit, die inhaltlichen Mängel dieses Artikels zu beseitigen, und beteilige dich an der Diskussion! (+) Begründung: Der Artikel stützt sich fast ausschließlich auf die Aussagen einer Einzelperson auf einer privaten Webseite. Viele Textstellen sind völlig unbelegt und können kaum als neutral bezeichnet werden. Siehe Diskussionsseite. --BRFBlake (Diskussion • Bewerte mich! • Vertrauen) 15:43, 1. Jun. 2021 (CEST) |

Eine geschlossene Plattform (auch Walled Garden oder geschlossenes System genannt) ist eine Plattform, die vom Hersteller mit Restriktionen versehen ist. Es handelt sich um einen Kontrollmechanismus, der die Nutzer im eigenen System halten soll. Dies kann auf verschiedene Arten erreicht werden: Im einfachsten Falle versucht der Hersteller, das Verlassen der eigenen Umgebung oder deren Integration in andere Systeme zu erschweren. Dies zielt meist auf weniger versierte Nutzer ab. Es gibt aber auch Einschränkungen, die z. B. nur die Installation bestimmter Apps erlauben oder den Konsum ausgewählter Inhalte. Wie wirksam sie sind, ist im Einzelfall unterschiedlich. In der Regel handelt es sich um proprietäre Software bzw. Dienste.
Die Absichten sind dabei unterschiedlich: Schulen und Eltern schränken beispielsweise den Zugriff auf ungeeignete oder ablenkende Internetseiten ein, damit die Schüler sich auf die Unterrichtsinhalte konzentrieren. Kommerzielle Unternehmen möchten Nutzer dagegen meist an ihre Plattform binden und erreichen, dass die Nutzungsdauer der eigenen Webseite/App erhöht wird. Manche argumentieren zudem mit höherer Sicherheit und/oder Qualität.
Im Gegensatz dazu stehen offene Plattformen, die dem Benutzer viele Freiheiten gewähren. Beispiel für eine Einschränkung sind die iOS-Geräte von Apple, auf denen der Benutzer nur vom Hersteller zugelassene Anwendungen nutzen kann.

## Übersicht
Besonders bei Smartphones und Spielkonsolen verfolgen Hersteller ein Geschäftsmodell, bei dem der Hersteller über ein exklusives Vertriebsmodell die Kontrolle über ausgeführte Software, nutzbare Medien und weitere Inhalte behalten möchte. Das Betriebssystem ist mittels DRM derart gestaltet, dass nur vom Hersteller erlaubte bzw. signierte Inhalte mit dem Gerät nutzbar sind. Dieses Geschäftsmodell bietet einige Vorteile, etwa durch die vorherige Kontrolle einen gewissen Schutz vor Schadsoftware, aber es schränkt zugleich Entwickler und Nutzer in der Selbstbestimmung über die von ihnen erworbene Geräte ein. Bei einigen Geräten lassen sich die Beschränkungen des Herstellers über einen sog. Jailbreak aufheben (z. B. bei Apple iOS oder Nintendo Wii).

## Eigenschaften
Differenzieren lassen sich geschlossene Plattformen auch über Eigenschaften wie z. B. das Entwicklungsmodell, Kostenmodell oder den Grad der Offenheit bzw. Freiheit, die bei der Verwendung auf verschiedenen Ebenen gewährt wird. Eine geschlossene Plattform kann z. B. in der Verwendung durch den Endnutzer, als Plattform für Softwareentwicklung oder in der Unterstützung von Hardware durch technische Maßnahmen, das Fehlen von offenen Spezifikationen oder die Notwendigkeit von Lizenzen restriktiert sein. Eine wissenschaftliche Veröffentlichung von 2008 fand beispielsweise die in der Tabelle wiedergegebene Einordnung und den Vergleich verschiedener Betriebssysteme:
| Aspekte der Geschlossenheit von Plattformen auf versch. Ebenen | Linux | Windows    | Macintosh  | iOS        |
| -------------------------------------------------------------- | ----- | ---------- | ---------- | ---------- |
| Endnutzer                                                      | Offen | Offen      | Offen      | Offen      |
| Anwendungssoftwareentwicklung                                  | Offen | Offen      | Offen      | Beschränkt |
| Unterstützung von Hardware                                     | Offen | Offen      | Beschränkt | Beschränkt |
| Plattformweiterentwicklung                                     | Offen | Beschränkt | Beschränkt | Beschränkt |

## Beispiele

### Bekannte Messenger wie WhatsApp, Telegram, Threema & Co.
Viele Messenger mit hoher Verbreitung erlauben lediglich die Kommunikation mit anderen Nutzern innerhalb des Instant-Messaging-Systems. Oft kann der Nutzer die Dienste sogar nur mit dem (i. d. R. proprietären) Client des Unternehmens nutzen. Wer beispielsweise WhatsApp nutzen möchte, kann dies nur über die WhatsApp App tun. Eine Kommunikation mit Telegram oder Threema ist nicht möglich. Diese Instant-Messaging-Systeme können somit als geschlossenes System gesehen werden. Ändert WhatsApp beispielsweise die Nutzungsbedingungen, haben Nutzer wenige Möglichkeiten dagegen vorzugehen – oft bleibt nur, das Konto des Dienstes zu löschen. Alternativen können föderierte oder dezentrale Instant-Messaging-Systeme sein.

## Belege
1. ↑  What is a Walled Garden? Abgerufen am 19. November 2022 (englisch).
2. ↑  What is Walled Garden? definition & meaning. Abgerufen am 19. November 2022 (amerikanisches Englisch).
3. 1 2  Thomas R. Eisenmann, Geoffrey Parker und Marshall Van Alstyne: Opening Platforms: How, When and Why? In: Harvard Business School Entrepreneurial Management Working Paper No. 09-030. Harvard Business School, 16. Oktober 2008, S. 2, abgerufen am 8. April 2012 (englisch, 10.2139/ssrn.1264012).
4. ↑  Markus Reuter: EU-Verbraucherverbände: WhatsApp setzt seine Nutzer:innen unter Druck. 12. Juli 2021, abgerufen am 19. November 2022 (deutsch).